# Phật giáo Bắc truyền

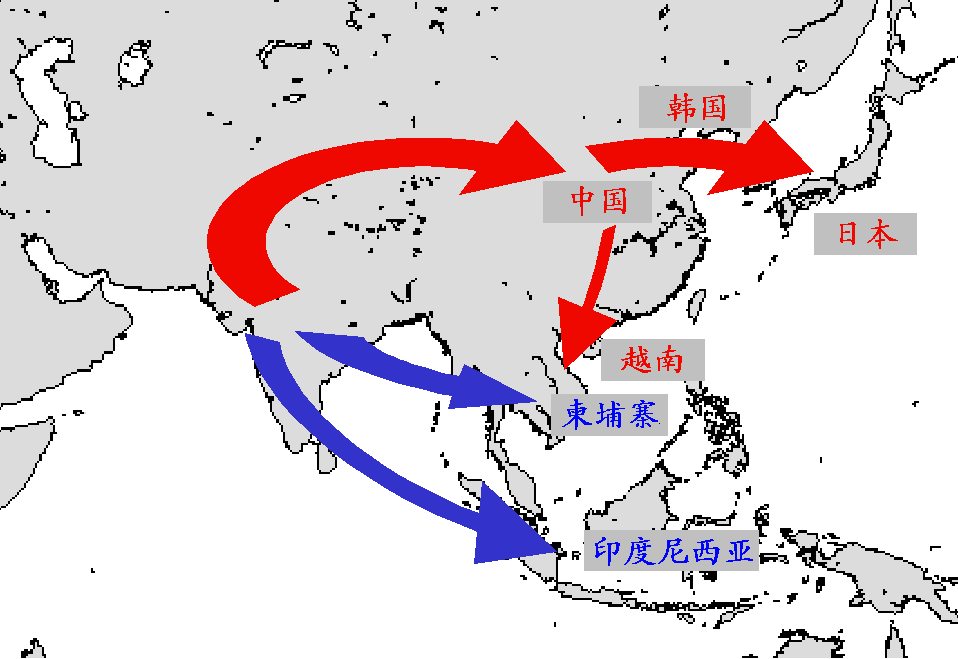
Lộ trình Phật giáo truyền bá về phương Đông：
Đỏ：Hướng truyền giáo của Phật giáo Bắc truyền vào Đông Á.
Xanh：Hướng truyền giáo của Phật giáo Nam truyền vào Đông Nam Á.

Phật giáo Bắc truyền (zh.北傳佛教) hay Phật giáo Bắc tông, Truyền thống Phật giáo Phát triển, là một thuật ngữ học thuật được dùng để chỉ một trong ba trường phái truyền thống Phật giáo lớn trên thế giới phân loại theo địa lý. Theo đó, Phật giáo Bắc truyền dùng để chỉ truyền thống Phật giáo chủ yếu được truyền bá từ Ấn Độ qua Trung Á, phổ biến ở Trung Quốc, lan rộng ở khu vực Đông Bắc Á và một phần ở Đông Nam Á. Trong khi đó, truyền thống Phật giáo Nam truyền cũng được truyền bá từ gốc Ấn Độ, nhưng chủ yếu theo hướng Sri Lanka, lan rộng ở Đông Nam Á và khu vực Vân Nam (Trung Quốc).

## Khái quát

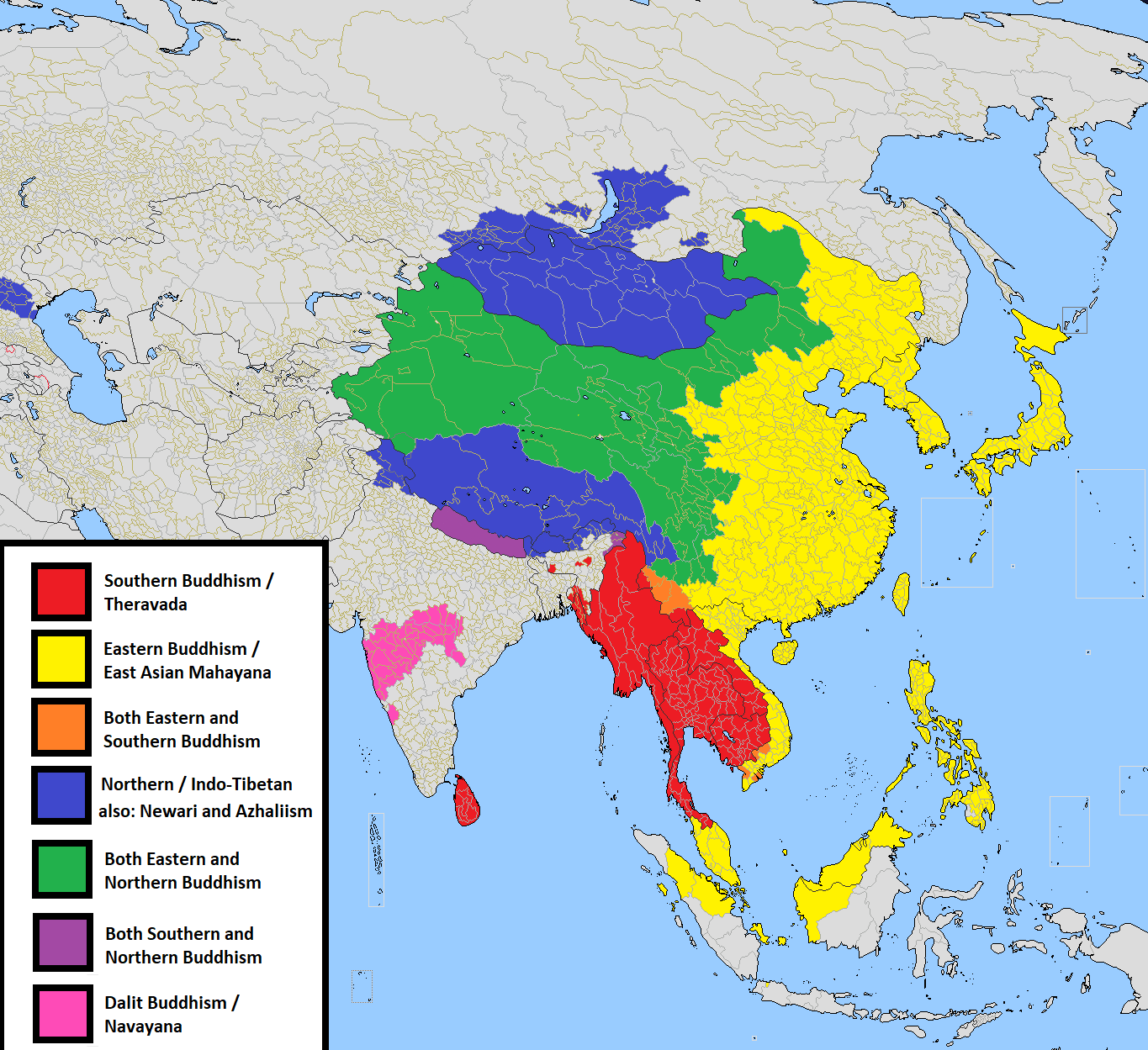
Các truyền thống Phật giáo chính:
Xanh dương (Mật tông)
Vàng (Bắc truyền)
Đỏ (Nam truyền)

Phật giáo Bắc truyền được phổ biến rộng rãi tại các quốc gia và vùng địa lý chịu ảnh hưởng của văn minh Trung Hoa, bao gồm Trung Quốc, Tây Tạng, Nepal, Mông Cổ, Triều Tiên, Nhật Bản, Đài Loan và Việt Nam. Kinh văn gốc của Phật giáo Bắc truyền sử dụng Phạn ngữ, được dịch ra ngôn ngữ địa phương, chủ yếu là Hán văn (trừ nhánh Tây Tạng sử dụng Tạng văn làm tiêu chuẩn). Theo dòng lịch sử, nhiều kinh văn gốc tiếng Phạn bị tiêu hủy hoặc thất tán do chiến tranh, nên hệ kinh văn Bắc truyền chủ yếu được lưu tồn chủ yếu qua các bản Hán văn. Một số lượng nhỏ kinh văn Phạn ngữ còn sót lại là do được phát hiện bảo tồn ở Tây Tạng hoặc được dịch ngược từ các kinh văn Hán ngữ.
Do chịu ảnh hưởng chính từ Phật giáo Đại thừa, nên thuật ngữ Phật giáo Bắc truyền thường được xem là đồng nghĩa với Phật giáo Đại thừa hiện đại. Một số học giả thường có xu hướng phân chia Phật giáo Bắc truyền thành các nhánh nhỏ hơn gồm Phật giáo Trung Hoa, Phật giáo Tây Tạng, Phật giáo Nhật Bản, Phật giáo Việt Nam... tùy theo vùng địa lý. Một số học giả khác lại dùng thuật ngữ Phật giáo Bắc truyền đồng nghĩa với Phật giáo Tây Tạng (bao gồm cả Mông Cổ), vốn chịu ảnh hưởng chính từ Phật giáo Mật tông, và dùng thuật ngữ Phật giáo Đông phương để các phân nhánh còn lại (gồm Trung Quốc, Nhật Bản...)
Trong lịch sử, Phật giáo Trung Quốc từng chịu ảnh hưởng của cả Phật giáo Bắc truyền lẫn Phật giáo Nam truyền. Đặc điểm rõ nhất là sự tồn tại của hệ kinh văn A-hàm Hán ngữ của Phật giáo Nam truyền. Tuy nhiên với sự phát triển của Đại thừa, ảnh hưởng của Phật giáo Bắc truyền trở nên lớn hơn, nên Phật giáo Nam truyền chỉ truyền bá được ở Vân Nam. Ngày nay, chỉ còn Việt Nam đại diện cho một trường hợp thú vị của một quốc gia nằm trong vùng ảnh hưởng giao thoa của cả hai trường phái Phật giáo Bắc truyền và Nam truyền.